# متین آکپینار
متین آکپینار (ترکی استانبولی: Metin Akpınar؛ زادهٔ ۲ نوامبر ۱۹۴۱) یک هنرپیشه اهل ترکیه است. او در بسیار از فیلم‌های موفق کمدی این کشور ظاهر شده‌است.